# بالابورا
بالابورا، روستایی است از توابع بخش بندپی غربی شهرستان بابل در استان مازندران ایران.

## جمعیت
این روستا در دهستان خوش‌رود قرار دارد و براساس سرشماری مرکز آمار ایران در سال ۱۳۸۵، جمعیت آن ۳۴۸ نفر (۹۰خانوار) بوده‌است.